# Philip Bailhache

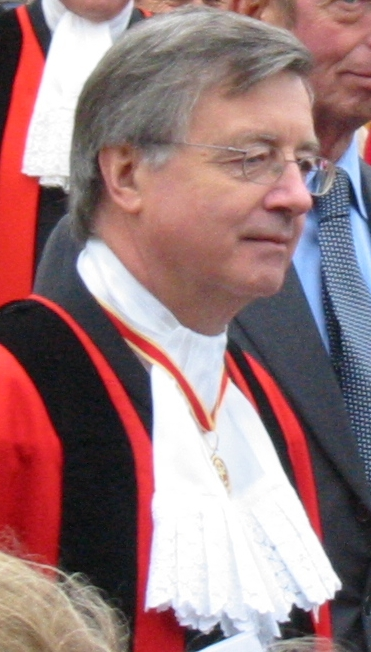
Le Magistrat Philip Bailhache.

Messire Philip Bailhache, né le 26 février 1946 à Jersey, est un homme politique, Bailli, député et magistrat jersiais.

## Biographie

### Formation
Philip Bailhache fit des études de droit à l'université d'Oxford. Il fut admis au barreau anglais en 1968, puis l'année suivante, au barreau de Jersey en 1969.

### Magistrature
D'abord élu aux États de Jersey comme député de Grouville en 1972, il démissionna de ce poste d'élu lors de sa nomination en tant qu'avocat général de Sa Majesté en 1975. Il a été assermenté au titre de procureur général de Sa Majesté en 1986 et à titre de Député-Bailli en 1994. 
Il est le rédacteur fondateur de la Jersey and Guernsey Law Review, et le fondateur et Président de l’Institut de Droit à Saint-Hélier, qui a ouvert en 2009.
Il a servi comme bailli de Jersey de 1995 à 2009, puis il a pris sa retraite de ses fonctions. Il a continué à siéger à titre de commissaire (juge à temps partiel) de la Cour royale de Jersey, jusqu'à juillet 2011.

### Politique
En 2009, Philip Bailhache et sa femme ont été parmi les insulaires de premier plan à apporter un soutien public à une campagne visant à introduire les unions civiles pour les homosexuels à Jersey. 
Pendant de nombreuses années, Philip Bailhache a favorisé la réconciliation entre les peuples de Jersey et d'Allemagne, où plusieurs insulaires ont été internés pendant la Seconde Guerre mondiale. 
En 2010, dans son témoignage écrit à Lord Carswell lors de l'enquête concernant la réforme des Officiers de Justice de la Couronne de Jersey, y compris le rôle du bailli, Philip Bailhache a conclu que « le système actuel fonctionne très bien et il n'y a aucune raison pour le changement ». 
Dans les élections législatives de 2011, il est arrivé en tête du scrutin et élu sénateur avec 17 538 voix (80,2 % des suffrages exprimés). Il a ensuite fait acte de candidature au poste de Premier ministre, mais a été battu par 27 voix contre 24 par Ian Gorst le 14 novembre 2011. Depuis le 25 novembre 2011 il est ministre-adjoint au premier ministre.
Messire Philip Bailhache a appelé aux changements dans les relations entre les îles anglo-normandes et le gouvernement du Royaume-Uni, arguant que « à tout le moins, nous devrions être prêts pour l'indépendance, si nous sommes placés dans une position où ce cours était la seule option raisonnable ».

### Implication dans l'affaire de l'orphelinat de Jersey
Dans le documentaire de Camilla Hall "Storyville-Dark Secrets of a Trillion Dollar Island",  traitant de l'affaire de l'orphelinat de Jersey, on voit Bailhache réagir au scandale de la maltraitance des enfants à Jersey en déclarant, lors d'un discours prononcé le jour de la libération, que : "Tous les abus sur les enfants, où qu'ils se produisent, sont scandaleux. Mais le véritable scandale réside dans le dénigrement injustifié et sans remords de Jersey et de ses habitants ". 
Ses propos ont suscité une vive réaction. Il s'en est excusé 9 ans plus tard, en disant avoir mal choisi ses mots.
Le documentaire de cette sombre affaire a été repris par Arte sous le titre de "Jersey- L'orphelinat de la honte".

## Honneurs
En 1989 il devient l'un des deux premiers Conseils de la Reine à Jersey.
En 1995, il devient membre d'honneur du Pembroke College (Oxford) et un conseiller honoraire du Middle Temple (2003).
Il a été nommé Chevalier en 1996.
En 2006, Philip Bailhache a reçu l'Ordre de la Pléiade (Grand Officier) par l'Assemblée parlementaire de la Francophonie pour sa défense de la langue normande, le jersiais, et de langue française à Jersey. Il collabore régulièrement avec l'université de Caen dans le cadre de l'histoire de la coutume de Normandie à Jersey. Il a préfacé plusieurs livres de recherches universitaires édités par l'université de Caen. Il participe régulièrement à de nombreux colloques historiques à travers la Normandie.